# Lasioglossum longmani
Lasioglossum longmani is een vliesvleugelig insect uit de familie Halictidae. De wetenschappelijke naam van de soort is voor het eerst geldig gepubliceerd in 1922 door Cockerell.